# Elymus submuticus
Elymus submuticus là một loài thực vật có hoa trong họ Hòa thảo. Loài này được (Hook.) Smyth mô tả khoa học đầu tiên năm 1913.